# Georg Dohrn
Georg Dohrn (* 23. Mai 1867 in Bahrendorf bei Magdeburg; † 9. März 1942 in München) war ein deutscher Dirigent und Pianist.

## Leben
Dohrn wurde 1867 als Sohn eines Gutsverwalters („Administrator“) geboren. Sein Onkel war der Zoologe Anton Dohrn. 1904 heiratete er die Pianistin Hedwig Commichau (1871–1968), Tochter einer wohlhabenden Kaufmannsfamilie; sie bekamen zwei Kinder, Klaus Dohrn, Bankier (* 1905 in Breslau, † 1993 in Feldkirchen-Westerham), und Barbara Dohrn verh. Behrend (* 1908, † 1998). 
Georg Dohrn besuchte das Domgymnasium Magdeburg und die Thomasschule zu Leipzig. Wie sein Großvater Carl August Dohrn studierte er zunächst Rechtswissenschaften an der Universität Leipzig, der Ludwig-Maximilians-Universität München und der Friedrich-Wilhelms-Universität Berlin. 1891 promovierte er an der Ruprecht-Karls-Universität Heidelberg zum Dr. jur. In dieser Zeit verkehrte der Komponist Johannes Brahms in seinem Haus in Breslau und inspirierte ihn zum Musikstudium. Dohrn schrieb sich am Kölner Konservatorium ein und leistete beim (1. Westfälischen) Feldartillerie-Regiment Nr. 7 seinen Militärdienst ab. 1895 wurde er Solorepetitor am Weimarer Hoftheater und am Königlichen Hoftheater in München. 1897 wurde er Dirigent am Stadttheater in Flensburg. Von 1898 bis 1901 war er Dirigent beim Kaim-Orchester in München. 

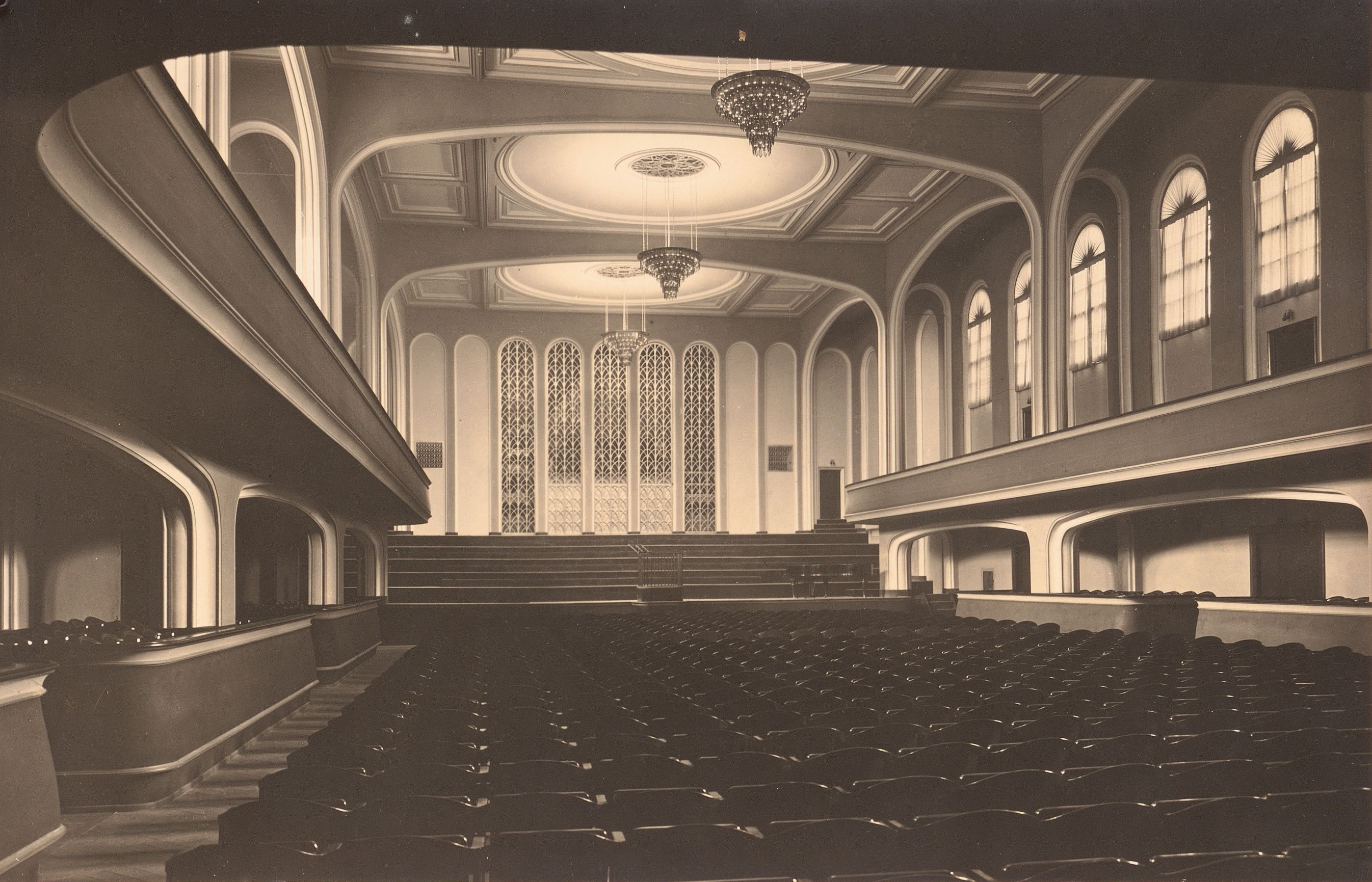
Konzerthaus Breslau, Innenansicht (Zustand 1925–1945)

1901 wurde er Chefdirigent des Breslauer Orchester-Vereins und der Sing-Akademie. 1910 ernannte man ihn zum Professor. Dohrn arbeitete während seiner Zeit in Breslau mit Musikern wie Ferruccio Busoni, Wilhelm Kempff, Siegfried Schultze, Artur Schnabel, Wilhelm Backhaus, Rudolf Serkin, Eduard Erdmann, Adolf Busch, Wladimir Horowitz, Fritz Kreisler, Bronisław Huberman, Eugen d’Albert, Ilona Durigo und Maria Ivogün zusammen. Gastkonzerte führten ihn nach Warschau, Frankfurt am Main, Turin und Leipzig.

Georg Dohrn pflegte u. a. enge musikalische Freundschaften und Briefwechsel mit Johannes Brahms, Gustav Mahler, Max Reger, Anton Bruckner und Hans Pfitzner. Sein Neffe 2. Grades war Wilhelm Furtwängler, den er in jungen Jahren musikalisch förderte.
1936 zog sich Dohrn wegen seiner Parkinson-Krankheit zurück und verlebte die letzten Jahre in Seeshaupt am Starnberger See.